# Santa Lucía (Nicaragua)
Santa Lucía è un comune del Nicaragua facente parte del dipartimento di Boaco.